# Haraszti Zsolt (labdarúgó)
Haraszti Zsolt (Budapest, 1991. november 4. –) magyar labdarúgó, a Paksi FC játékosa. Kétszeres szuperkupa- és kupagyőztes, egyszeres ligakupa győztes.

## Pályafutása
Paksi nevelésű játékosként 2010. augusztus 8-án a Paks–DVSC mérkőzésen (2-2) mutatkozott be az élvonalban. 2011-ben kölcsönben a BFC Siófok játékosa lett. 2012 januárjában két és fél éves szerződést kötött a Videoton csapatával, azonban mivel a 2011-12-es szezonban pályára lépett paksi színekben is, ezért a 2011-12-es évadban a szabályzat szerint már nem játszhat egy harmadik csapatban. Emiatt 2012 tavaszán is Siófokon játszott kölcsönben.
2021. augusztus 26-án jelentették be, hogy az MTK Budapest szerződtette.
2022. január 17-től ismét a Paks játékosa.
2024. július 25-én az AEK Larnaca ellen 3–0-ra megnyert Konferencia Liga selejtező mérkőzésen ő szerezte a vezető gólt, egy héttel később a visszavágón szabadrúgásból volt eredményes.

## Sikerei, díjai

### Klubcsapatokkal
Paks
- Magyar bajnokság ezüstérmes (2): 2010–11, 2023–24
- Magyar-ligakupa-győztes (1): 2011
- Magyar kupa ezüstérmes (1): 2022
- Magyar kupagyőztes (2): 2024, [5] 2025[6]
- Magyar bajnokság bronzérmes (1): 2024–25

 Videoton
- Magyar szuperkupa-győztes (1): 2012

 Ferencváros
- Magyar szuperkupa-győztes (1): 2015